# 苏亚乌尔
苏亚乌尔是孟加拉国锡尔赫特专区毛尔维巴扎尔县巴尔勒卡乌帕齐拉达克钦沙赫巴兹布尔地区的一个村庄。苏亚乌尔高级法兹尔学校是苏亚乌尔的著名學府。
苏亚乌尔人口5117人，主要是錫爾赫特孟加拉穆斯林。苏亚乌尔設苏亚乌尔中央墓地（Sujaul Central Graveyard）及苏亚乌尔官立小學（Sujaul Government Primary School）。苏亚乌尔俱樂部（Sujaul Club）是达克钦沙赫巴兹布尔地区内四個體育俱樂部之一。苏亚乌尔設兩座清真寺：苏亚乌尔賈瑪清真寺（Sujaul Jame Masjid）及苏亚乌尔丁加爾賈瑪清真寺（Sujaul Dingal Jame Masjid），以及一個伊德傑赫：苏亚乌尔沙希中央伊德傑赫（Sujaul Shahi Central Eidgah）。